# Bergisch-Marks voetbalkampioenschap 1928/29
In 1928/29 werd het tiende Bergisch-Marks voetbalkampioenschap gespeeld, dat georganiseerd werd door de West-Duitse voetbalbond. 
Fortuna Düsseldorf werd kampioen en SSV 04 Elberfeld vicekampioen. Beide clubs plaatsten zich voor de West-Duitse eindronde. De vicekampioenen bekampten elkaar nu in knock-outfase en Elberfeld verloor meteen van DSC Arminia Bielefeld. De acht kampioenen werden over twee groepen verdeeld en Düsseldorf werd groepswinnaar waardoor ze zich voor de finalegroep plaatsen. Hier werden ze derde achter FC Schalke 04 en Meidericher SpV 02. Fortuna speelde nu een beslissende wedstrijd tegen Schwarz-Weiß Essen, winnaar van de vicekampioenen voor het derde ticket naar de nationale eindronde. Düsseldorf won en plaatste zich, in de eerste ronde verloor de club met 5:1 van SpVgg Fürth.  

## 1. Bezirksklasse

### Groep I
| Plaats | Club                           | Wed. | W  | G | V | Saldo | Ptn.  |
| ------ | ------------------------------ | ---- | -- | - | - | ----- | ----- |
| 1.     | Düsseldorfer TSV Fortuna 1895  | 14   | 12 | 1 | 1 | 53:14 | 25:3  |
| 2.     | SSV Barmen                     | 14   | 10 | 0 | 4 | 48:20 | 20:8  |
| 3.     | Düsseldorfer SC 99             | 14   | 5  | 5 | 4 | 33:32 | 15:13 |
| 4.     | TSV Eller 04                   | 14   | 5  | 2 | 7 | 25:31 | 12:16 |
| 5.     | VfR 08 Gerresheim              | 14   | 4  | 4 | 6 | 17:33 | 12:16 |
| 6.     | Düsseldorfer SC Viktoria 02    | 14   | 4  | 3 | 7 | 20:37 | 11:17 |
| 7.     | FC Solingen 95                 | 14   | 4  | 1 | 9 | 25:37 | 9:19  |
| 8.     | 1.SpVgg 1903 Solingen-Gräfrath | 14   | 3  | 2 | 9 | 21:38 | 8:20  |

|  | Geplaatst voor de finale en de West-Duitse eindronde |
|  | Play-off voor de finale en de West-Duitse eindronde  |
|  | Degradatie                                           |

### Groep II
| Plaats | Club                      | Wed. | W | G | V | Saldo | Ptn.  |
| ------ | ------------------------- | ---- | - | - | - | ----- | ----- |
| 1.     | SSV 1904 Elberfeld        | 14   | 8 | 2 | 4 | 42:25 | 18:10 |
| 2.     | SpVgg 04 Ratingen         | 14   | 8 | 2 | 4 | 46:29 | 18:10 |
| 3.     | VfL Benrath 06            | 14   | 7 | 3 | 4 | 30:18 | 17:11 |
| 4.     | BV 04 Düsseldorf          | 14   | 5 | 4 | 5 | 36:33 | 14:14 |
| 5.     | Spfr. Schwarz-Weiß Barmen | 14   | 5 | 4 | 5 | 33:44 | 14:14 |
| 6.     | TuRU 1880 Düsseldorf      | 14   | 5 | 4 | 5 | 24:33 | 14:14 |
| 7.     | SC Sonnborn 07            | 14   | 4 | 2 | 8 | 35:48 | 10:18 |
| 8.     | SG 1906 Langerfeld        | 14   | 2 | 3 | 9 | 24:40 | 7:21  |

Play-off
|  |                    |       |                   |  |
|  | SSV 1904 Elberfeld | 3 – 1 | SpVgg 04 Ratingen |  |
|  |                    |       |                   |  |

## Finale
Heen
|  |                               |       |                    |  |
|  | Düsseldorfer TSV Fortuna 1895 | 3 – 1 | SSV 1904 Elberfeld |  |
|  |                               |       |                    |  |

Terug
|  |                    |       |                               |  |
|  | SSV 1904 Elberfeld | 2 - 3 | Düsseldorfer TSV Fortuna 1895 |  |
|  |                    |       |                               |  |

## 2. Bezirksklasse
Door de invoering van de Bezirksliga als nieuwe hoogste klasse, die uit één reeks bestond was er dit jaar geen promotie mogelijk. 

### Groep Remscheid
| Plaats | Club                      | Wed. | W | G | V | Saldo | Ptn.  |
| ------ | ------------------------- | ---- | - | - | - | ----- | ----- |
| 1.     | BV 1910 Remscheid         | 14   |   |   |   | 32:20 | 18:10 |
| 2.     | VfB 06 Remscheid          | 14   | 8 | 2 | 4 | 28:17 | 18:10 |
| 3.     | SV 1909 Wermelskirchen    | 14   | 7 | 3 | 4 | 44:29 | 17:11 |
| 4.     | BV 1908 Lüttringhausen    | 14   | 5 | 4 | 5 | 40:26 | 14:14 |
| 5.     | BV Solingen 1898          | 14   | 5 | 4 | 5 | 38:33 | 14:14 |
| 6.     | TSV 1905 Ronsdorf         | 14   | 5 | 4 | 5 | 29:26 | 14:14 |
| 7.     | Reichsbahn Wermelskirchen | 14   | 3 | 3 | 8 | 15:49 | 09:19 |
| 8.     | SSV Remscheid 1907        | 14   | 2 | 3 | 9 | 19:45 | 07:21 |

|  | Groepswinnaar        |
|  | Play-off groepswinst |
|  | Degradatie           |

Play-off
|  |                   |       |                  |  |
|  | BV 1910 Remscheid | 1 - 0 | VfB 06 Remscheid |  |
|  |                   |       |                  |  |

### Groep Elberfeld/Barmen
| Plaats | Club                        | Wed. | W | G | V | Saldo | Ptn.  |
| ------ | --------------------------- | ---- | - | - | - | ----- | ----- |
| 1.     | SV Viktoria 1905 Barmen     | 14   |   |   |   | 49:23 | 22:06 |
| 2.     | SV Germania 1907 Elberfeld  | 14   |   |   |   | 42:26 | 19:09 |
| 3.     | Schwelmer FC 1906           | 14   |   |   |   | 35:31 | 17:11 |
| 4.     | SSV Velbert                 | 14   |   |   |   | 30:35 | 16:12 |
| 5.     | Barmer SC                   | 14   |   |   |   | 24:25 | 12:16 |
| 6.     | BV Germania 1910 Küllenhahn | 14   |   |   |   | 37:39 | 10:18 |
| 7.     | BV Velbert 1907             | 14   |   |   |   | 40:46 | 08:20 |
| 8.     | TuRa Barmen                 | 14   |   |   |   | 26:44 | 08:02 |

### Groep Solingen
| Plaats | Club                   | Wed.        | W           | G           | V           | Saldo       | Ptn.        |
| ------ | ---------------------- | ----------- | ----------- | ----------- | ----------- | ----------- | ----------- |
| 1.     | VfR Ohligs             | 12          |             |             |             | 42:26       | 17:07       |
| 2.     | Cronenberger SC 02     | 12          |             |             |             | 41:24       | 17:07       |
| 3.     | Ohligser FC 1906       | 12          |             |             |             | 30:19       | 15:09       |
| 4.     | BV Wald 1903           | 12          |             |             |             | 28:29       | 12:12       |
| 5.     | FC Alemannia Vohwinkel | 12          |             |             |             | 34:35       | 12:12       |
| 6.     | SSVg 1906 Haan         | 12          |             |             |             | 23:35       | 08:16       |
| 7.     | SpV 1910 Weyer         | 12          |             |             |             | 22:56       | 03:21       |
| 8.     | SSV 1907 Sudberg       | Uitgesloten | Uitgesloten | Uitgesloten | Uitgesloten | Uitgesloten | Uitgesloten |

|  | Geplaatst voor promotie-eindronde |
|  | Degradatie                        |

### Groep Düsseldorf Ost
| Plaats | Club                            | Wed. | W | G | V | Saldo | Ptn.  |
| ------ | ------------------------------- | ---- | - | - | - | ----- | ----- |
| 1.     | SC Schwarz-Weiß 1906 Düsseldorf | 14   |   |   |   | 46:25 | 23:05 |
| 2.     | VfB Düsseldorf 1910             | 14   |   |   |   | 49:24 | 19:09 |
| 3.     | VfB Hilden 1903                 | 14   |   |   |   | 42:28 | 18:10 |
| 4.     | Sportfreunde Neuss              | 14   |   |   |   | 38:26 | 16:12 |
| 5.     | SSV Hilden 1906                 | 14   |   |   |   | 30:26 | 16:12 |
| 6.     | SC Alemannia 1908 Düsseldorf    | 14   |   |   |   | 33:44 | 10:18 |
| 7.     | FC Hertha 1908 Düsseldorf       | 14   |   |   |   | 24:51 | 09:19 |
| 8.     | SV Wersten 1904                 | 14   |   |   |   | 14:50 | 01:27 |

### Groep Düsseldorf West
| Plaats | Club                           | Wed. | W | G | V | Saldo | Ptn.  |
| ------ | ------------------------------ | ---- | - | - | - | ----- | ----- |
| 1.     | SV Oberkassel                  | 14   |   |   |   | 39:12 | 24:04 |
| 2.     | Düsseldorfer SV 1904           | 14   |   |   |   | 36:28 | 17:11 |
| 3.     | SSV Mettmann 1910              | 14   |   |   |   | 35:38 | 17:11 |
| 4.     | Düsseldorfer CfR linksrh. 1919 | 14   |   |   |   | 38:28 | 15:13 |
| 5.     | BC 05 Düsseldorf               | 14   |   |   |   | 20:19 | 14:14 |
| 6.     | SV 1909 Heiligenhaus           | 14   |   |   |   | 32:40 | 11:17 |
| 7.     | Rather SpV 1919                | 14   |   |   |   | 23:39 | 09:19 |
| 8.     | SC Grafenberg 1888             | 14   |   |   |   | 16:35 | 05:23 |

|  | Geplaatst voor promotie-eindronde |
|  | Degradatie                        |